# ۱-ایندو
۱-ایندو (به انگلیسی: Indo-1) با فرمول شیمیایی 'کربن'۳۲'هیدروژن'۳۱'نیتروژن'۳'اکسیژن'۱۲  ( C32H31N3O12 ) یک ترکیب شیمیایی با شناسه پاب‌کم ۱۰۵۰۶۰ است. که جرم مولی آن 649.60 g/mol می‌باشد. 